# No More Tears (Modjo-dal)
A No More Tears című dal a francia house csapat Modjo 2002 januárjában megjelent kislemeze, mely mérsékelt sikert ért el a korábbiakhoz képest. Első debütáló Lady (Hear Me Tonight) című dalukat máig nem sikerült túlszárnyalnia.

## Megjelenések
12"  Franciaország Sound Of Barclay – 570 539-1
- A1	No More Tears (Step/House Mix By Play Paul) Remix – Play Paul 6:11
- A2	No More Tears (Album Version) 6:14
- B1	No More Tears (Wuz Mix By Alex Gopher) Remix – Alex Gopher 8:46
- B2	No More Tears (Acapella) 6:23

## Slágerlista
| Slágerlista(2002)           | Legjobb hwlyezések |
| --------------------------- | ------------------ |
| Románia (Romanian Top 100)  | 66                 |
| Svájc (Schweizer Hitparade) | 91                 |